# Gribenes

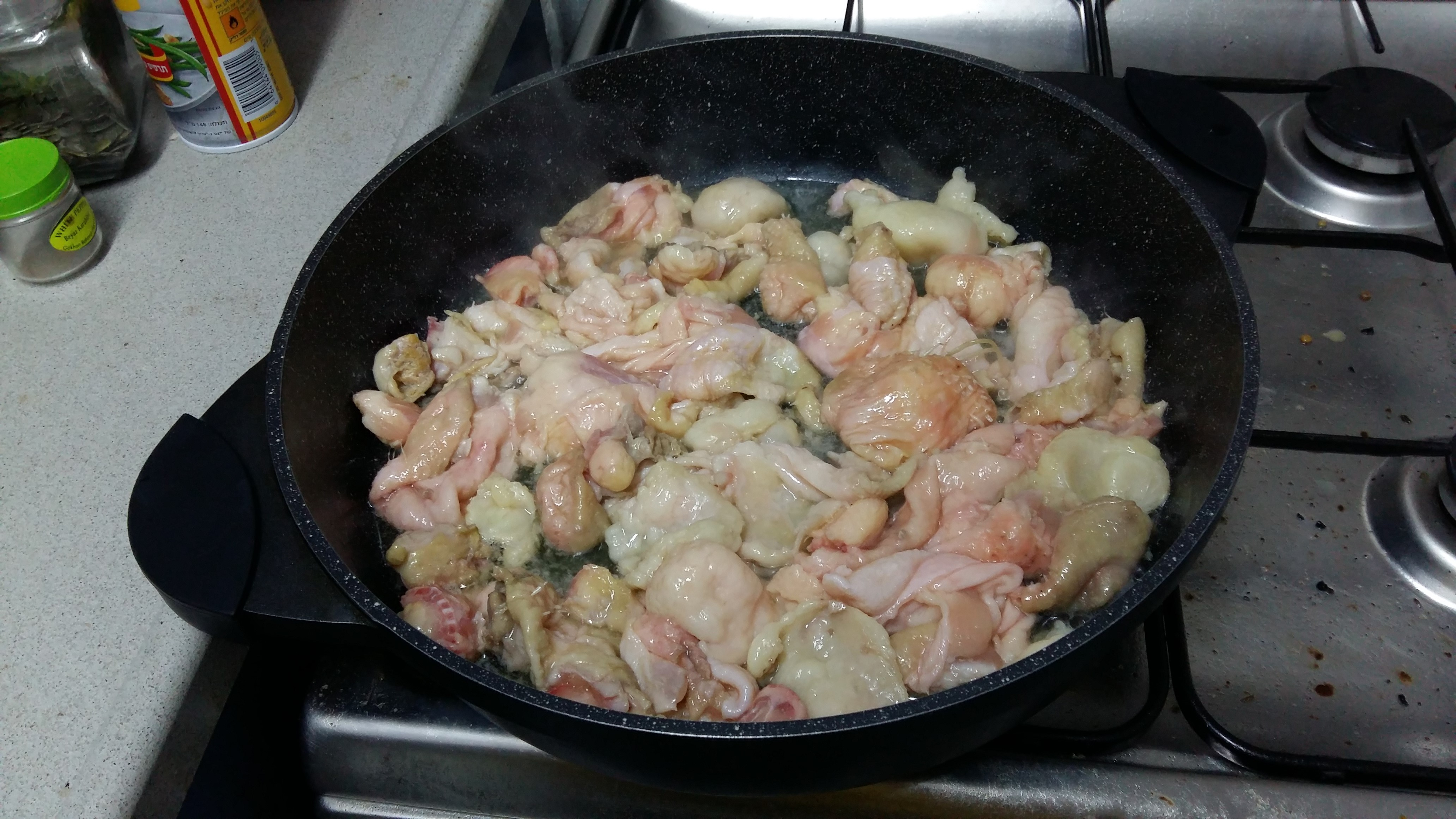
Gribenes in der Entstehung

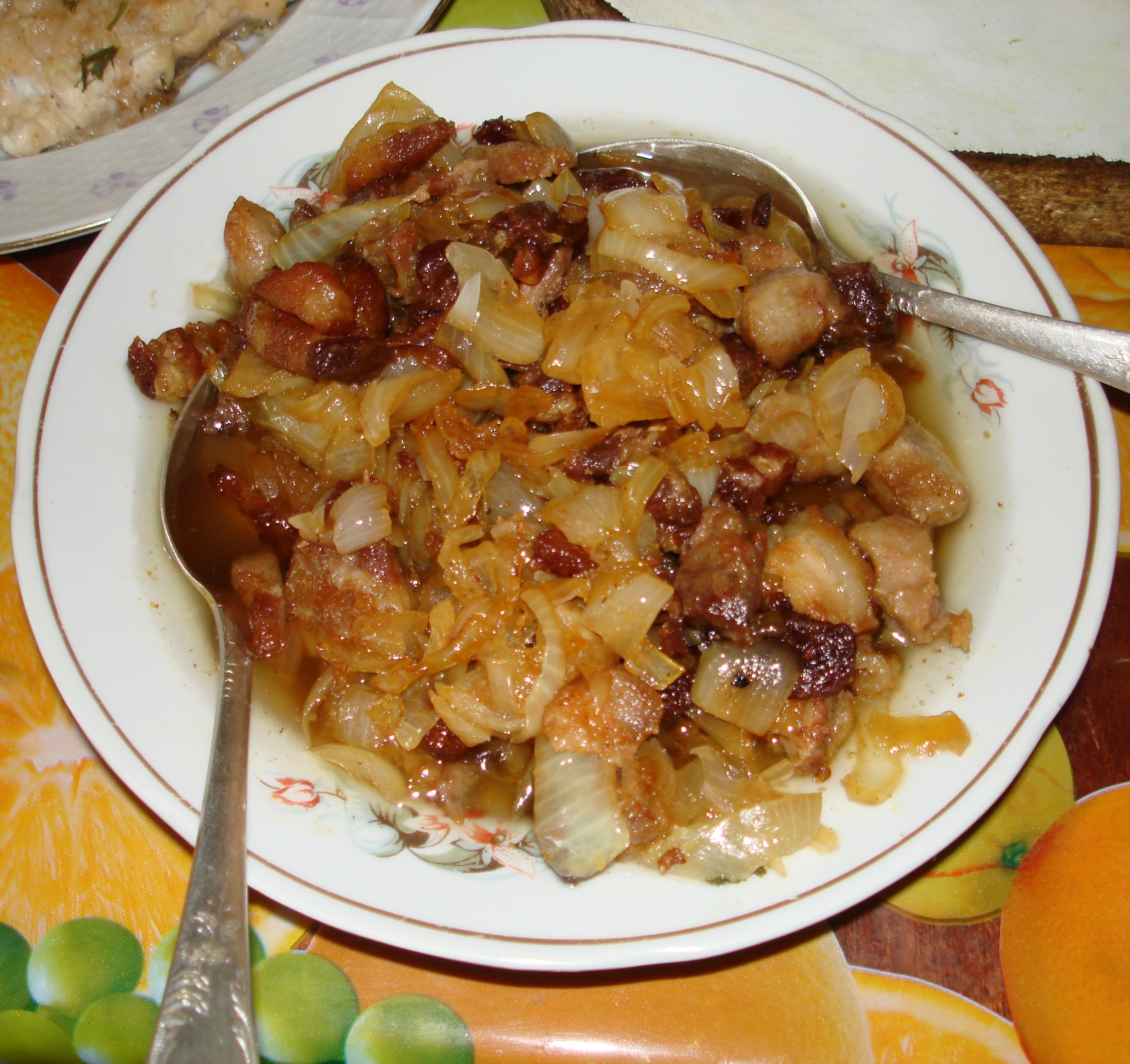
Shkvarki

Gribenes sind Grieben aus der Haut von Gänsen oder Hühnern. Sie sind eine Spezialität der jüdischen Küche und werden auch Grieven, Grivn, Grivalach oder shkvarkes genannt.
Die Bezeichnungen sind aus dem Deutschen abgeleitet. Gerichte mit Gribenes werden „mit neshamos“ (mit Seele) bezeichnet.

## Beschreibung
Gribenes entstehen bei der Gewinnung von Schmaltz (Schmalz) aus der fetten Haut und überschüssigem Fett von Mastgänsen oder -hühnern. Sie wurden früher als knuspriger Snack gegessen. Oft werden sie mit Zwiebeln zubereitet. In der modernen jüdischen Küche werden Gribenes meist untergemischt zu Nudel-Kugel, Kascha-varnishkes, Hühnerlebern oder gestampften Kartoffeln.
Gribenes werden auch in Eiersalat eingerührt, über einen grünen Salat oder eine Hühnersuppe gestreut, oder als Brotaufstrich serviert.

## Geschichte
Gänseschmalz wurde in größeren Mengen bei Winterbeginn hergestellt, wobei die Gribenes als Rückstände der Produktion zurückblieben. In wohlhabenderen osteuropäischen Haushalten waren die knusprig gebräunten Gribenes eine beliebte Forspeis (jiddisch für Vorspeise), in ärmeren Haushalten ein Hauptgericht statt Fleisch. Gribenes wurden mit etwas Salz zum Schabbat gegessen. Jüdische Feinkostläden boten einst Gribenes als Amuse Bouche an.